# 서봉균
서봉균(1926년 3월 3일 ~ 2023년 9월 19일)은 대한민국의 정치인이다.

## 학력
- 경북고등학교 (졸업)
- 휘튼 칼리지 (졸업)
- 하버드 대학교 상과대학원 (졸업)

## 경력
- 상공부(현 산업부) 공정과장
- 대전방직 부사장
- 재무부 차관
- 대통령 정무수석비서관
- 외환은행장
- 재무부 장관
- 농업협동조합 중앙회장
- 공인회계사회장
- 산동KPMG 회장
- 금융통화운영위원

## 생애
1926년 대구에서 태어났다. 경북고등학교(27회), 미국 휘튼 칼리지와 하버드 대학교 대학원(MBA)을 졸업한 뒤 미국 제1연방준비은행 조사역으로 일했다.
1955년 상공부 공정과장, 민의원(국회) 부흥분과 전문위원을 지냈다. 짧은 기간 서울대에서 강사로 강단에 서기도 했다. 1958년 대전방직 부사장을 지낸 뒤 1964년에 38세의 나이로 재무부 차관에 올랐다. 1966년 대통령 정무수석비서관, 1966년 외환은행 초대 행장 등을 지냈다. 행장으로 임명된 지 며칠만에 곧바로 재무부 장관으로 발탁됐다. 재무부와 외환은행에서 일하면서 경부고속도로 건설에 필요한 차관을 도입할 때 큰 역할을 한 것에 자부심을 느꼈다.
1968년 농업협동조합 중앙회장을 맡았으며 영세 농가의 고리 사채 문제를 해결하기 위해 1969년 7월 농협끼리 서로 돈을 빌려주는 ‘상호금융’ 제도를 처음 도입했다. 또 하나로마트의 전신인 생활물자사업을 시작해 1970년 1월 전국 최초로 경기 이천에 장호원농협 연쇄점을 개점하였다. 이후 공인회계사회장 등을 지냈고, 1979년부터 1985년까지 금융통화운영위원도 역임했다.